# Karel Zvonař
Karel Zvonař (ur. 25 października 1912, zm. w lutym 1994) – czechosłowacki zapaśnik walczący w stylu klasycznym. Olimpijczyk z Berlina 1936, gdzie odpadł w eliminacjach w kategorii 74 kg
Wicemistrz Europy w 1937. Sześciokrotny mistrz kraju, w latach: 1932, 1935, 1941-1944 roku.
- Turniej w Berlinie 1936

Pokonał Nurettina Baytoruna z Turcji, a przegrał z Silvio Tozzim z Włoch i Rudolfem Svedbergiem ze Szwecji.